# Шуберт, Франк
Франк Шуберт (нем. Frank Schubert; 1957, Франкфурт — 1980, Бётштайн) — западногерманский неонацист, активист ультраправой группировки VSBD. Пытаясь нелегально перейти границу с контрабандой для боевиков, застрелил двух швейцарских пограничников и покончил с собой.

## Неонацистский боевик
Информация о семье Франка Шуберта и его детских годах в открытых источниках не представлена. Известно, что жил он с матерью, работал поваром и официантом. С ранней юности придерживался неонацистских взглядов.
Шуберт был членом неонацистской штрассеристской группировки Народно-социалистическое движение Германии/Партия труда (Volkssozialistischen Bewegung Deutschlands/Partei der Arbeit, VSBD), в которой состояли боевики ряда других ультраправых организаций, в том числе Военно-спортивной группы Гофмана. Особое покровительство оказывал Шуберту радикальный неонацистский активист Фридхельм Буссе, бывший сотрудник Вильгельма Майнберга, исключённый из NPD за организацию штурмовых групп и силовых акций. Со своей стороны, Шуберт стремился быть «правой рукой» Буссе, ради чего совершал откровенно криминальные действия, вплоть до налётов с целью ограбления.
Во Франкфурте Франк Шуберт активно участвовал в нападениях на политических противников и иностранцев. Был лидером боевого звена VSBD, отличался «солдатским стилем», упорством и жестокостью. В 1980 году пять раз арестовывался западногерманской полицией. Находясь в Париже, задерживался французской полицией за демонстративное ношение символики Третьего рейха. Поддерживал контакты с неонацистами, перебравшимися на Ближний Восток.

## Убийца и самоубийца
В декабре 1980 года Шуберт направился в Швейцарию за оснащением для боевиков. В обратном направлении он попытался нелегально перейти границу. 24 декабря 1980 в Бётштайне, на границе Швейцарии и ФРГ, Шуберта обнаружил патруль. Шуберт открыл огонь из пистолета и убил двух человек — таможенника Йозефа Арнольда и полицейского Вальтера Верли.

Молодой человек, немец, подъехал к Рейну неподалеку от Вальдсхута на швейцарской территории. Он выгрузил из автомобиля несколько бросающихся в глаза предметов: инструменты взломщиков, водолазный костюм, ласты, какие-то пакеты и, наконец, небольшую надувную лодку. Швейцарского таможенника, который наблюдал за этими действиями и хотел помешать им, немец застрелил на месте. Не задумываясь, он выстрелил и в двух подоспевших на помощь полицейских: одного убил, а второго тяжело ранил. Следующий выстрел молодой человек произвел в чиновника, который находился в преследовавшем его полицейском автомобиле, а затем покончил с собой. Самоубийцей оказался 23-летний Франк Шуберт из Франкфурта-на-Майне. В его вещах было найдено 500 патронов и 9-миллиметровый пистолет, купленный незадолго до этого в Швейцарии. (Из статьи в журнале «Шпигель», Гамбург)

Франк Шуберт застрелился, понимая неизбежность преследования и ареста. Пистолет, патроны и инструменты для взлома, наряду с гидрокостюмом и лодкой, он нелегально приобрёл в Швейцарии, чтобы перевезти в ФРГ. Были найдены также шифрованные записи Шуберта, из которых можно было понять его преклонение перед Гитлером.

## Символизм смерти
24 декабря 1980 года в Аумюле умер Карл Дёниц. Символичность одновременного ухода «двух нацистов — старого и молодого» сделала имя Франка Шуберта широко известным в мире.

Дёниц был одним из главарей режима, уничтожившего десятки миллионов людей. Шуберт лишил жизни двух человек. Больше не успел.

Дело Шуберта стимулировало проверки, обыски и задержания нескольких сотен неонацистских активистов в ФРГ в начале 1981 года. С другой стороны, Франк Шуберт превратился в культовую фигуру немецких и западноевропейских ультраправых.